# KUK
KUK（露：КУК «Курильский Универсальный Комплекс»）はロシアのサハリンに拠点を置く水産会社である。

## 色丹の水産加工場を救済
2016年、経営破綻の状態に陥った北方領土の色丹島にある水産加工場オストロブノイの救済に乗り出した。
。